# Comandante Cobra
Comandante Cobra es un personaje ficticio y el principal antagonista de la franquicia G.I. Joe: A Real American Hero. Es el líder supremo de la organización terrorista Cobra y el archienemigo del Equipo G.I. Joe. Fue interpretado por Joseph Gordon-Levitt en la película de 2009 G.I. Joe: The Rise of Cobra, y por Luke Bracey con la voz de Robert Baker en la secuela de 2013 G.I. Joe: Retaliation.

## Perfil
El Comandante Cobra es un líder fanático que gobierna con mano de hierro y exige lealtad total. Su objetivo es el control total de los gobiernos, las personas, la riqueza y los recursos del mundo, provocado por la revolución y el caos. Se cree que personalmente lideró levantamientos en el Medio Oriente, el Sudeste Asiático y otros lugares conflictivos, mientras que se le responsabiliza de secuestrar a científicos, empresarios y líderes militares, obligándolos a revelar sus secretos de alto nivel.
A lo largo de los años, el Comandante Cobra ha sufrido intentos de asesinato e incluso un impostor que se hizo pasar por él durante un tiempo. Sin embargo, siempre se las arregla para encontrar una salida a cada situación, habiéndose convertido en un contraste constante para el equipo G.I. Joe, que terminó luchando contra Cobra casi exclusivamente. No importa cuán terrible o ileso sea, el odio y el impulso del Comandante Cobra solo se han vuelto despiadados y más enfocados.
Peligrosamente desestabilizado, el personaje del Comandante Cobra va desde amistoso y carismático hasta terriblemente brutal y psicópata. Su encanto puede torcer las intenciones y la moral, por lo que su retórica en realidad se lee como plausible e identificable para sus secuaces. Los psicoanalistas que han estudiado sus expedientes lo han descrito como un ingenioso estafador con visiones de grandeza, lo que lo hace aún más peligroso. La mayoría de los dictadores se ven obstaculizados por pretender perseguir una causa noble, pero el Comandante Cobra no tiene ese problema. Espera deshilachar el tejido de la sociedad, utilizando el terrorismo, la tiranía y la esclavitud económica, para desarraigar las estructuras de poder existentes en todo el mundo.
El personaje fue creado por el escritor de Marvel Comics Larry Hama, quien imaginó al personaje como "enamorado del sonido de su propia voz" y se inspiró en el famoso experto conservador William F. Buckley.

## Juguetes
El Comandante Cobra se lanzó por primera vez como una figura por correo en 1982. Con un uniforme azul claro y su característico casco de batalla, las primeras series de producción se marcaron con una versión temprana del sigilo Cobra, apodado "Mickey Mouse". " emblema por su forma más redondeada. Todas las dieciséis figuras originales de 1982 se lanzaron con "brazos rectos". En 1983, la figura con el sello Cobra adecuado se lanzó en una tarjeta para el mercado masivo con "empuñadura de batalla de brazo giratorio", lo que facilitó que las figuras sostuvieran sus rifles y accesorios. En 1984, el Comandante se ofreció nuevamente como una exclusiva por correo, esta vez en un azul más oscuro, con la capucha icónica que usó de manera prominente en los cómics de Marvel. Esta figura siguió estando disponible como figura de envío por correo hasta que la línea finalizó en 1994.
En 1987, se diseñó una nueva figura del Comandante Cobra, esta vez equipándolo con una armadura de batalla de cuerpo completo. El Comandante Cobra recibió otra revisión en 1991, vistiendo un uniforme ceremonial azul y negro, con un rediseño ornamentado de su casco de batalla original. También en 1991, se lanzó una figura de "Talking Battle Commander", con un uniforme azul y amarillo inspirado en la figura del encapuchado Comandante Cobra. Esta figura fue repintada en negro con detalles plateados, para el subconjunto Battle Corps de 1993. En 1993 también se lanzó una versión de 12" del Commander con el mismo uniforme (azul con detalles en amarillo). En 1994, el Comandante Cobra se vistió para el combate espacial como parte de la Estrella Brigada. Vistiendo un traje espacial verde azulado y morado, el casco abovedado del Comandante era removible, revelando una cabeza enmascarada debajo. Este rostro es similar a la escultura que yacía debajo del capó de la figura de 12", con cabello oscuro y una media máscara que cubre su nariz y boca.
Después de que se cancelara la línea en 1994, Hasbro hizo varios intentos de resucitar A Real American Hero a través de series de repintado. En 1997, el Comandante Cobra se lanzó como parte del paquete de 3 "Cobra Command Team", utilizando el molde Battle Armor de 1987 en azul oscuro. En 2000, el molde Talking Battle Commander se volvió a pintar (sin la mochila parlante) en un azul aún más oscuro, con reflejos plateados, con un nuevo personaje "Chameleon" (un doble de la  Baronesa creado para eludir los problemas de derechos de autor). Un segundo repintado de la figura de 1987 estuvo disponible en 2001, en una versión apagada de su esquema de color original. También era un paquete doble con la figura 'Laser-Viper'.

### Moderno
En 2002, Hasbro inicialmente tenía la intención de rediseñar el Comandante. Después de que se eliminaron los elementos más radicales, el Comandante surgió como uno de los cambios de imagen menos extremos de la línea, luciendo una vez más el icónico capó. Una segunda figura del Comandante fue lanzada en 2003 para Spy Troops, con un aspecto más militar que el Comandante nunca antes y usando el casco de batalla característico del Comandante. Ambas figuras fueron repintadas varias veces en la línea Valor vs. Venom de 2004, incluida una versión con casco y capucha intercambiables.
Se lanzó un Comandante Cobra de 12 "para coincidir con la línea Spy Troops, basado en el mismo diseño que su contraparte más pequeña.
Una versión del Comandante Cobra sin accesorios vino con Built to Rule Cobra HISS en 2004. La figura presentaba una articulación adicional con una articulación cortada a la mitad del muslo, además de que los antebrazos y las pantorrillas de la figura lucían lugares donde se podían unir bloques.

### 25 Aniversario
2007 fue el 25 aniversario del lanzamiento original de G.I. Joe: A Real American Hero. Para celebrarlo, Hasbro creó tres conjuntos en caja de figuras completamente nuevas, con esculturas modernas y una articulación mejorada y mejorada (incluido el reemplazo de la construcción de juntas tóricas de marca registrada de G.I. Joe). Comandante Cobra se incluyó en el set inaugural de Cobra, junto con Destro, Baronesa, Storm Shadow y los Soldados Cobra. La figura se volvió a publicar en una sola tarjeta y se volvió a pintar en negro y dorado para el paquete de 5 "Cobra Legions", y en colores cómicos precisos para un Comic 2-Pack. Reflejando la línea vintage, el Comandante Cobra se lanzó con una cabeza esculpida encapuchada en la primera ola de figuras de una sola tarjeta.
Una segunda escultura del Comandante Cobra, basada en la figura Battle Armor de 1987, se lanzó a principios de 2008. La versión Battle Helmet de 2007 se volvió a pintar en colores precisos de dibujos animados para un segundo lanzamiento de una sola tarjeta, y el paquete de 3 "Cobra Senior Officers". La versión con capucha fue repintada para el paquete de 3 "Crimson Guard".

## Cómics

### Marvel Comics (1982–1994)
El Comandante Cobra apareció por primera vez en la serie de Marvel Comics G.I. Joe: A Real American Hero #1 (Junio 1982).
Si bien se desconoce el nombre de nacimiento y la infancia del Comandante Cobra, se cree que es un ciudadano norteamericano nacido a mediados del siglo XX. Su único pariente conocido, un hermano mayor llamado Dan, se alistó en el ejército durante la Guerra de Vietnam y se ofreció como voluntario para varias giras para evitar que su hermano menor fuera reclutado. Durante este tiempo, el hombre que se convertiría en el Comandante Cobra trabajó como vendedor de autos usados. Cuando Dan regresó de Vietnam, mostró un profundo trauma psicológico y adoptó un comportamiento autodestructivo, lo que resultó en su muerte en un choque automovilístico con otra familia. Devastado por la pérdida de su hermano, el futuro Comandante Cobra culpó al sobreviviente de la familia: otro veterano de guerra, contra quien el joven Comandante Cobra formó un elaborado plan de venganza.
El Comandante Cobra rastreó al ex soldado hasta Japón, donde estaba entrenando para convertirse en miembro del clan ninja Arashikage. El Comandante se acercó al mercenario Firefly para asesinar al soldado, pero Firefly refirió al Comandante Cobra a Zartan, otro asesino que se infiltró en el clan, pero finalmente mató al hombre equivocado (el Hard Master). Storm Shadow fue culpado por el asesinato, y su búsqueda del asesino de su tío finalmente lo llevaría a unirse a Cobra, donde juraría lealtad al Comandante Cobra como su guardaespaldas personal, para acercarse a él y encontrar al verdadero asesino. El soldado dejó el clan ninja poco después, para vivir en reclusión en las montañas de Sierra Nevada, hasta que se sintió tentado a volver al servicio en el equipo G.I. Joe como Snake Eyes.
El Comandante Cobra regresó con su esposa y su hijo recién nacido Billy, pero cuando su esposa se enteró de lo que había sucedido en Japón, amenazó con acudir a las autoridades. El Comandante Cobra abandonó a su esposa y se llevó a Billy con él. Viviendo en la carretera y ganándose la vida con estafas y esquema de confianza cada vez más ilícitas, el futuro comandante culpó de todos sus problemas al sistema social estadounidense y viajó en busca de personas que compartieran su deseo de derrocar a las grandes empresas y al gobierno, utilizando el dinero obtenido de esquemas piramidales para atraer seguidores. Fue durante estas primeras reuniones que comenzó a usar una capucha azul para enmascarar su identidad civil.
Luego trasladó las operaciones a Springfield, una pequeña ciudad estadounidense promedio que había sufrido un colapso económico. A través de sus habilidades criminales revivió la fortuna de Springfield y usó dinero en efectivo y carisma para ganar adeptos a su causa. Finalmente, tomó el control de todo el pueblo y lo usó como base para hacer crecer su organización hasta convertirse en el grupo paramilitar "Cobra". Este corrupto ascenso al poder distanció al Comandante Cobra de su hijo, lo suficiente como para que Billy al final se uniera a la resistencia clandestina anti-Cobra. Desde Springfield, los agentes de Cobra se extendieron por todo el mundo, derrocando o subvirtiendo gobiernos inestables para establecer redes criminales y lucrativos comercios de armas. La organización también exploró tecnología peligrosa y experimental, incluidos escáneres mentales y robots de batalla. Cobra se convirtió en una importante amenaza internacional, volviéndose tan grande que el Comandante Cobra ya no podía controlarlo por sí mismo. Creó un "Alto Mando" de sus lugartenientes más hábiles, que incluía a Zartan, la Baronesa Anastasia DeCobray, el traficante de armas escocés James McCullen Destro y el mercenario australiano el Mayor Sebastian Bludd.
Esto condujo a frecuentes luchas de poder dentro de la organización y, en última instancia, la Baronesa y el Mayor Bludd promulgaron un complot para asesinar al Comandante y tomar el control de Cobra. En un giro del destino, los conspiradores reclutaron a Billy para llevar a cabo el asesinato, pero él es interceptado por Destro. El Comandante Cobra no tuvo reparos en torturar a su propio hijo para descubrir la conspiración, pero Billy se negó a revelar quién había patrocinado el golpe. Storm Shadow luego liberó a Billy, y ambos escaparon a Nueva York, donde Storm Shadow lo entrenó en ninjitsu. Más tarde, Billy quedó atrapado en el fuego cruzado entre Soft Master y el agente Cobra Scrap-Iron, lo que resultó en una explosión que aparentemente mató a Billy y a varios otros.
Durante un asalto fallido al Pozo, el cuartel general secreto de G.I. Joe, el Comandante Cobra y Destro fueron separados de la fuerza principal de Cobra por una explosión y se presume muerto. Los dos escaparon y se disfrazaron de civiles para viajar de incógnito. El Comandante Cobra fue representado como un caucásico promedio en buena forma física con una cola de caballo, gafas de sol grandes y redondas de color verde y un bigote largo y delgado. Aunque en ese momento solo era un disfraz conveniente, esta apariencia civil resurgiría en desenmascaramientos posteriores. Un oficial de policía pronto reconoció al Comandante por una foto que llevaba una víctima del accidente: el hijo del Comandante, Billy, quien había sobrevivido a la explosión, pero perdió una pierna y un ojo. Nervioso por el descubrimiento, el Comandante juró asumir la responsabilidad por la condición de Billy y prometió ser un mejor padre.
Todavía de incógnito, el Comandante viajó a Denver, donde buscó al agente encubierto de Crimson Guard, Fred VII, un genio de la mecánica. Billy finalmente se despertó del coma, con amnesia aguda (y una nueva pierna ortopédica motorizada construida por Fred). Después de un encuentro con Blind Master y la prima de Storm Shadow, Jinx, Billy recuperó la memoria e inmediatamente rechazó a su padre, por lo que el Comandante renunció a la organización que había fundado, declarando que sus ambiciones le habían costado las únicas cosas que realmente importaban. Fred VII, a cambio, le disparó al Comandante Cobra en la espalda, aparentemente matándolo.
Fred VII luego se hizo pasar por el propio Comandante, viajando a la Isla Cobra para competir por el control de Cobra con Serpentor (finalmente provocando la Guerra Civil Cobra). Sin que Fred VII lo supiera, había estado bajo la vigilancia de otro miembro de Crimson Guard cuando enterró el cuerpo del Comandante. Este agente descubrió que el Comandante Cobra no estaba muerto y lo devolvió la salud. A partir de entonces, el Comandante formó una red clandestina de agentes leales dentro de Cobra y reconstruyó su fortuna e influencia personal. Cuando el Doctor Mindbender fue a recolectar ADN del cuerpo del Comandante Cobra para la creación de un nuevo líder, descubrió la tumba vacía, sobre la cual se reveló el Comandante Cobra original y tomó el control abierto de Cobra.
Endurecido por su "muerte" y la traición a manos de aquellos a quienes una vez consideró leales, el Comandante resurgido fue incluso más despiadado que antes. Su primer acto fue eliminar a aquellos que intentaron asesinarlo o posteriormente se enteraron del acto: Fred VII, Raptor, Firefly, Mindbender, Zartan, Billy y numerosos miembros del personal de Cobra sin nombre, todos los cuales había enterrado vivos dentro de un volcán. Más tarde, estableció un programa de lavado de cerebro para obtener la lealtad de quienes lo rodeaban, incluidos Destro, la Baronesa, Zartan, Storm Shadow y Billy. El Comandante que regresó estaba mucho más dispuesto a matar, apretando el gatillo él mismo en lugar de confiar en que otros mataran por él, como cuando asesinó a los rebeldes borovianos Magda y el Payaso Blanco.
Cuando la serie de Marvel G.I. Joe llegó a su fin, el Comandante Cobra y Snake Eyes finalmente se enfrentaron en el número 150. Snake Eyes finalmente ganó contra un Comandante Cobra blindado, pero el Comandante se reiría el último, ya que capturó a Storm Shadow y le lavó el cerebro con éxito para que volviera a ser leal a Cobra. Poco después, las fuerzas Cobra en Europa cayeron ante un ataque unificado de las fuerzas militares regulares. A raíz de este conflicto, la mayor parte del alto mando de Cobra desapareció y el propio Comandante Cobra se convirtió en un fugitivo internacional. Poco después, los militares disolvieron el equipo G.I. Joe.

### Devil's Due (2001–2008)
Entre las pocas revisiones que instituyó Devil's Due estaba la expansión del origen de Cobra Commander. Después de la muerte de su hermano, el futuro Comandante buscó al hijo sobreviviente de la familia asesinado por Dan. El encontró al soldado (Snake Eyes) en un bar, donde el Comandante lo salvó de un camión que se aproximaba y los dos se hicieron amigos. Viajaron de estado a estado, actuando como vigilantes. Una noche, el Comandante Cobra llevó a Snake Eyes a la casa de un juez corrupto a quien culpó por las dificultades que ambos habían experimentado: años antes, el juez había presidido un caso que involucraba al hermano del Comandante Cobra, Dan, quien dirigía un hospital de veteranos. El hospital había sido incendiado por un paciente, pero el juez dictaminó que se trataba de un fraude de seguros; Dan lo perdió todo y empezó a beber, lo que provocó el accidente que acabó con su vida y la de la familia de Snake Eyes. Al darse cuenta de dónde lo había llevado su ira, Snake Eyes se negó a matar al hombre y se alejó. El Comandante Cobra mató al propio juez y juró vengarse de Snake Eyes por haberse vuelto contra él.
Años después de que el Equipo G.I. Joe se disolvió, Kamakura encuentra evidencia de que el Comandante Cobra ha regresado a los Estados Unidos. Snake Eyes envía esta información a Duke, quien la usa para restablecer el equipo G.I. Joe. El Comandante Cobra reúne a los miembros de su organización para informarles sobre su plan para apoderarse de los Estados Unidos con nano-ácaros. Destro es el último en llegar, pero después de escuchar el plan del Comandante, le da la vuelta al Comandante Cobra y toma el control de Cobra.
El Comandante Cobra finalmente recupera el control con la ayuda de Storm Shadow y crea planes para vengarse de Destro y Hawk. Más tarde, Storm Shadow se libera del control mental de Cobra y contacta a Billy para pedir ayuda. Billy recluta a Snake Eyes y Kamakura para que lo ayuden a rescatar a Storm Shadow, pero no antes de que el Comandante Cobra le lave el cerebro nuevamente. Una batalla entre Snake Eyes y Storm Shadow termina en un punto muerto, dejando a Storm Shadow bajo el control del Comandante Cobra.
Una llamada de socorro de T'Jbang lleva a los Joe al Tíbet, donde el Comandante Cobra y Storm Shadow se esconden con el clan Red Ninja. Snake Eyes derrota a su líder Sei Tin y se convierte en el nuevo maestro del clan Red Ninja. Luego, los Joes son enviados en una misión a la Isla Cobra, donde el Comandante Cobra ha regresado al poder. Mientras tanto, Destro es traicionado por el presidente de Sierra Gordo y hace un trato con Duke para entregar al Comandante Cobra. Destro se cambia por el Comandante Cobra, pero no antes de que el Comandante le dispare a Hawk por la espalda y, a su vez, es disparado en la espalda por la Baronesa. El Comandante Cobra es liberado por los Dreadnoks y se revela que era Zartan disfrazado.
El Comandante Cobra recupera el control total de Cobra y envía una unidad para destruir El Pozo, mientras Cobra descubre un arma de control del clima llamada Tempestad y la traslada a su nueva base Monolith en Badhikstan. Cobra usa Tempest para desatar el virus Deathangel en el condado de Badhi, mientras G.I. Joe ataca la nueva fortaleza de Cobra. El Comandante Cobra escapa, no sin antes dispararle al Doctor Mindbender, quien muere ayudando a G.I. Joe a desactivar la Tempestad. La organización Red Shadows luego da un paso adelante, apuntando a miembros de G.I. Joe y Cobra. Ellos son derrotados por G.I. Joe, y luego el equipo es desactivado por orden del presidente, dado que Cobra como organización se ha fracturado, aunque el Comandante Cobra sigue prófugo.

#### America's Elite
Un año después de la serie anterior, los satélites comienzan a salirse de la órbita y chocan contra las principales ciudades, lo que provoca un gran número de víctimas civiles. Pensando que Cobra es el responsable de los ataques, el equipo GI Joe se reactiva para hacer frente a la nueva amenaza. El equipo finalmente descubre que un hombre llamado Vance Wingfield, que una vez intentó iniciar una guerra nuclear y se dio por muerto, está detrás de los ataques. Mientras tanto, el Comandante Cobra, que ha estado reconstruyendo sus fuerzas desde el final de la serie anterior, se infiltra en el gobierno de EE. UU. disfrazándose como el Jefe de Gabinete de la Casa Blanca, Garrett Freelowe. Intenta convencer al presidente de que cierre el equipo G.I. Joe. Cuando falla, crea un nuevo equipo llamado la Guardia Fénix dirigido por el general Philip Rey, un ex comandante de G.I. Joe. La Guardia Fénix se infiltra en la sede de G.I. Joe y logra capturar a varios Joes, hasta que el General Rey descubre las verdaderas identidades de los miembros de la Guardia Fénix. Luego, GI Joe captura a la mayor parte de la Guardia Fénix y, después del ataque fallido a la sede de G.I. Joe, el Comandante Cobra abandona la Casa Blanca.
La Baronesa luego emprende una campaña de venganza contra sus traidores, el Comandante Cobra y Wraith. Durante su búsqueda, encuentra a Wraith en un club de Praga y lo atrae a un cementerio donde lo confronta y lo derrota, disparándole en la cabeza. Ella cambia su armadura a Red Shadows, a cambio de información sobre el paradero del Comandante Cobra. La Baronesa localiza al Comandante en Honduras, pero descubre que Destro, su esposo, también está presente. Después de una breve pelea, Destro acepta intercambiar la corporación M.A.R.S., su Iron Grenadier y su hijo mayor, Alexander, al Comandante Cobra, a cambio de su bebé y el de la Baronesa. El Comandante Cobra evita la captura al revelar que posee la información personal de todos los agentes de G.I. Joe, debido a su tiempo trabajando en la Casa Blanca.
El Comandante Cobra usa su control de las armas M.A.R.S. para crear conflictos en todo el mundo, en un último intento por hacerse con el control del mundo. G.I. Joe contrarresta yendo a la ofensiva, movilizando a toda la lista de G.I. Joe y lanzando misiones para capturar a los agentes Cobra que aún están en libertad. Mientras tanto, el Comandante Cobra recluta al soldado Nick Bailey, convirtiéndolo en el último miembro de una nueva unidad de élite Cobra cuyo nombre en código es "La Plaga". El equipo principal de G.I. Joe se dirige a Israel, donde ayudan a detener un intento de asesinato. Mientras el equipo está fuera, el Comandante Cobra ataca Washington D. C., se apodera de la Casa Blanca y captura al presidente. Cobra también se apodera de Fort Meade, mientras que Alexander McCullen ataca Londres y Francia con los Iron Grenadiers.
El Comandante Cobra luego envía a Tomax y un escuadrón de Night Creepers a "The Coffin", una prisión en Groenlandia creada para contener a todos los enemigos capturados de G.I. Joe. Tomax logra liberar al Mayor Bludd y a varios otros, mientras mata a los considerados del Comandante Cobra "cabos sueltos". Dela Eden, que había sido liberada de The Coffin, es reclutada por el Comandante Cobra para encontrar a Destro y la Baronesa, con el fin de matarlos. Cobra se hace cargo de varios arsenales nucleares, incluido uno en Suffolk, Inglaterra. Como advertencia, el Comandante Cobra detona una bomba nuclear en The Empty Quarter, y luego transmite un ultimátum en la televisión para que los líderes mundiales accedan a su autoridad, o comenzará a elegir objetivos poblados. Billy, el hijo del Comandante Cobra, se enfrenta a su padre en Fort Meade e intenta matarlo. Él falla, y el Comandante Cobra lo mata en su lugar, colgando el cuerpo de Billy de un asta de bandera, con el mensaje de que nadie es intocable.
Después de que los Joe derrotaran un plan del Comandante Cobra para hacer estallar armas nucleares en el Amazonas y la Antártida, el Comandante Cobra y The Plague se retiran a una base secreta en las Montañas Apalaches, donde fueron entrenados los primeros soldados Cobra. Cuando los Joes atacan la base de los Apalaches, el Comandante Cobra le dispara al General Colton en la espalda, pero sobrevive. La batalla termina, cuando Hawk aborda al Comandante Cobra y lo noquea con un puñetazo en la cara. Después, los Joe siguen activos y totalmente financiados, y el Comandante Cobra está encerrado en una prisión submarina especial.
Hasbro anunció más tarde que todas las historias publicadas por Devil's Due Publishing ya no se consideran canónicas y ahora se consideran una continuidad alternativa.

### Editorial IDW (2008-2018)
En la serie de IDW, "El Comandante" es un título y rango, no un individuo, y ha habido numerosos Comandantes en el pasado: han sido elegidos y colocados en el poder por un órgano gobernante llamado Consejo Cobra.
El primer Comandante Cobra fue un conocido y famoso hombre de negocios que operaba como Comandante en secreto. Su uniforme era de traje y corbata, con guantes y una variación de la máscara facial plateada. En lugar de tener un casco militar sobre la máscara en blanco, la parte inferior de la máscara tiene colmillos grabados alrededor de la línea de la mandíbula. A diferencia de otras encarnaciones del personaje, esta versión del Comandante Cobra, generalmente llamada simplemente "el Comandante", es extremadamente solitaria, y solo se conoce su existencia para seleccionar subordinados Cobra de alto perfil (como los gemelos Tomax y Xamot y la Baronesa). La personalidad del Comandante Cobra también es mucho más pasivo-agresiva e introspectiva; haber capturado al espía G.I. Joe Chuckles, el Comandante Cobra se niega a permitir que Tomax y Xamot maten al espía, optando en cambio por reclutar personalmente a Chuckles, confiándole su confianza y prometiéndole venganza contra Xamot.
En el número 12 de "G.I. Joe: Cobra", Xamot intenta preparar al Comandante Cobra para que lo maten y se culpe a Chuckles, solo para descubrir que el Comandante lo ha superado en maniobras. Chuckles no logra matar al Comandante, le dispara y falla. Esta es la primera vez que un Comandante muere en acción, y estalla una competencia en Cobra para encontrar quién será el reemplazo, dirigida por el Consejo Cobra. La competencia se convierte en un concurso de quién puede matar a la mayor cantidad de Joes: los agentes Cobra que compiten incluyen a la Baronesa, Dr. Vargas, Mayor Bludd, Oda Satori, Tomax, Krake y Raja Khallikhan. La Baronesa no cree que el Consejo la haga Comandante por ser mujer; no es que esto le impida matar a Joes.
Krake gana la competencia, en gran parte al revelar que había matado y reemplazado a uno de sus rivales con Zartan, duplicando su puntuación de muertes y mostrando la iniciativa de romper las reglas para ganar. El origen de Krake se daría en Cobra Annual 2012 : nacido en el Triángulo Dorado del sudeste asiático durante una batalla y llamado Tiger Eyes, creció como niño trabajador y luego como niño soldado de las bandas de narcotraficantes. El Mayor Bludd lo nombró Krake, quien quedó impresionado cuando le dijo a Krake que tenía un espía en su pandilla y el hombre respondió matando a todos los demás miembros. Krake fue invitado a unirse a Cobra, inicialmente resistiendo pero luego proporcionando los medios para hacerse cargo de varias tríadas chinas.
La primera acción que toma Krake como comandante es invadir abiertamente la nación del sudeste asiático de Nanzhao y robar sus reservas de oro. Durante la invasión, destruye los campos de amapola de heroína, por lo que inicialmente parece que Cobra está derrocando un régimen brutal y luchando contra el tráfico de drogas; también hace subir el precio de la heroína, una droga que trafica Cobra. Los agentes de Krake masacran al Consejo Cobra y le otorgan el control total de Cobra. Los escritores Chuck Dixon y Mike Costa han dicho que mientras el Comandante anterior permitía a sus subordinados "perseguir sus propios objetivos siempre que le devolvieran las patadas" y se contentaba con "lucrar de forma invisible", Krake "quiere ser conocido y quiere ser poderoso, y quiere gobernar el mundo en el sentido más supervillano... Con su liderazgo, Cobra cambia de una camarilla astuta y sombría a una presencia militar real".
G.I. Joe: Origins involucra a un ex corredor de bolsa psicótico, que asesina a su familia y a varios agentes de la ley cuando se descubren sus crímenes. Llamándose a sí mismo "la Quimera" y reuniendo una milicia a su alrededor, es uno de los primeros villanos a los que se enfrenta G.I. Joe. También se observa que inició la crisis de las hipotecas de alto riesgo de finales de la década de 2000. Larry Hama tenía la intención de que fuera el Comandante Cobra, pero esta idea se abandonó con la presentación del Consejo Cobra y no se ha visto desde Origins #5. No se ha especificado si de hecho era el Comandante Cobra que Chuckles asesinó.

### Continuidades del Reino Unido
En el cómic de Battle Action Force del Reino Unido, el Comandante Cobra se conocía originalmente como el Barón Ironblood, líder de Red Shadows, una organización terrorista despiadada. Los Red Shadows eran legiones de soldados fanáticos con lavado de cerebro armados con armas sofisticadas y de alta tecnología. El grupo fue declarado la mayor amenaza individual para la seguridad mundial por la ONU, y Ironblood fue etiquetado como "World Enemy #1".
En 1985, Hasbro comenzó a comercializar G.I. Joe en el Reino Unido, bajo el nombre de Action Force. Esto afectaría la versión cómica de Battle Action Force, ya que los escritores se desharían de Red Shadows y Barón Ironblood y los reemplazarían con Cobra y el Comandante Cobra. Para preservar la continuidad dentro del cómic, se tomó la decisión de transformar al Barón Ironblood en la versión Action Force del Comandante Cobra.
La transición se produjo cuando el Barón Ironblood se cansó de los fracasos de su grupo y decidió destruir a Red Shadows, informando en secreto a Action Force de las bases del grupo. Al esconderse, Ironblood se mudó al sudeste asiático, donde se sometió a una cirugía plástica en la cara, construyó una nueva máscara y una identidad disfrazada (la del Comandante Cobra) y se sometió a un tratamiento extenso para darle inmunidad contra todas las formas de veneno de serpiente (un proceso conocido como mitridatismo). Luego comenzó el proceso de reclutar un nuevo círculo interno y una organización, conocida como Cobra.
Desafortunadamente para Ironblood, su fortuna ilícita para financiar este nuevo ejército es robada por el exmiembro de Red Shadow, Red Jackal, a quien se ve obligado a reconstruir como un cyborg (y rebautizado como "Destro"). Además, tanto los miembros sobrevivientes de Red Shadows como la renovada Action Force frustran repetidamente sus planes. En la historia final de Battle Action Force, después de que falla un intento de ubicar la sede del equipo de Action Force y conduce a una aplastante derrota de sus fuerzas, Ironblood / Comandante Cobra se vuelve loco y colapsa en un estado casi catatónico.
En Action Force Weekly, el Comandante Cobra es un personaje destacado a partir del número 1, donde se lo representa calvo. Destro cree que los excesos del Comandante Cobra son el mayor riesgo para el éxito de Cobra.

## Serie animada

### Sunbow
En la primera temporada de la serie animada original G.I. Joe: A Real American Hero de la década de 1980, el Comandante Cobra es el líder de Cobra, descrito en el tema de apertura del programa como "Una organización terrorista despiadada decidida a gobernar el mundo". Su rostro siempre está cubierto, ya sea por una máscara cromada sin rasgos distintivos que oculta todo su rostro o por una capucha con aberturas para los ojos. Viste un uniforme militar azul, ocasionalmente luciendo una capa y portando un cetro, según la ocasión. Su voz distintivamente aguda y rasposa fue proporcionada por Chris Latta. Tenía una habilidad especial para inventar esquemas creativos para dominar el mundo, incluidos dinosaurios clonados, gigantes amebas, tropas miniaturizadas escondidas dentro de los regalos de Navidad, y usando un superláser para tallar alegremente una imagen de su rostro en la luna, planes que sus subordinados inmediatos, particularmente Destro, a menudo criticaron como ridículos. Los escritores comentaron más tarde que solo encontraron la personalidad del Comandante Cobra cuando dejaron de escribirlo como un tipo de Adolf Hitler y comenzaron a escribirlo más en la línea de Sam Bigotes.
La temporada 2 abrió con la miniserie de 5 episodios Arise, Serpentor, Arise! en el que Doctor Mindbender, desilusionado con el Comandante Cobra, decide literalmente crear un nuevo líder para reemplazarlo. Actuando como una operación para crear un súper soldado, los agentes Cobra son enviados por todo el mundo para recolectar muestras de ADN recuperadas de las tumbas de los conquistadores y líderes militares más notorios de la historia para crear genéticamente al sucesor del Comandante Cobra. Afortunadamente para el Comandante, G.I. Joe interfiere con la colección de genes para negar la inclusión crítica del ADN de Sun Tzu y, en cambio, es reemplazado por el Sgt. Slaughter. Durante el primer intento de crear la regla, el Comandante Cobra contamina la mezcla de ADN con un virus mutado, provocando un monstruo arrasador. El segundo intento tiene éxito debido a que Scrap-Iron evita que el Comandante Cobra sabotee el experimento nuevamente, dando así el nacimiento a Serpentor, quien inmediatamente asume el cargo de Cobra y depone al antiguo Comandante al estado de "lacayo". Serpentor pronto ordena un ataque a Washington D. C., con el Comandante esposado. El Comandante Cobra convence al Dr. Mindbender para que lo libere, ya que sabe cómo usar un arma, y rescata al alto mando de un desastre seguro. Se salva convenciendo a Serpentor de que realmente lo necesita como chivo expiatorio.
A partir de entonces, el Comandante Cobra parece estar empleado como comandante de campo principal de Cobra, mientras que Serpentor lidera principalmente desde Terrordrome. Serpentor incluso permite que el Comandante Cobra sea el segundo al mando de la organización, una decisión tolerada por el resto del Alto Mando Cobra. El Comandante Cobra pasa gran parte de la temporada 2 tratando de recuperar su antigua gloria bajo la sombra dominante de Serpentor, reuniendo su propia sociedad secreta llamada The Coil con ese fin.
G.I. Joe: The Movie explica el origen del Comandante Cobra en su totalidad, al tiempo que contradice la información de fondo previamente establecida en la serie animada. El Comandante Cobra era un científico y noble de la antigua sociedad prehumana de Cobra-La, ahora escondida en el Himalaya. Aunque de apariencia humanoide, tiene la piel de color azul pálido, sin cabello y ojos con pupilas de serpiente. Fue desfigurado por esporas volátiles en un accidente de laboratorio, mutando una serie de ocho ojos adicionales en su rostro, lo que explica por qué usa una máscara. A pesar de esta deformidad, su ambición fue reconocida por el gobernante de Cobra-La, Golobulus, y fue elegido para aventurarse desde su aislado reino del Himalaya para establecer un ejército para arrasar con la civilización humana y el resurgimiento de Cobra-La: ese ejército es Cobra. Este origen contrasta con el episodio "Veinte preguntas", donde el Comandante le dijo a un periodista que lo entrevistaba que él era responsable de encabezar un motín en su academia militar en su juventud. En otros episodios, las reacciones antes mencionadas a los desenmascaramientos fuera de la pantalla o vislumbres de las características del Comandante no están en consonancia con el hombre reptil inhumanamente de piel azul retratado en la película.
A la luz de los constantes fracasos de Cobra, Golobulus decide llevar al Comandante a juicio, a través de un tribunal canguro, y lo castiga obligándolo a seguir expuesto a las esporas; su efecto comienza a convertirlo en una serpiente. El se escapa con el miembro Joe, Roadblock, pero la "humanidad" del Comandante Cobra desaparece cuando su cuerpo se transforma. El literalmente pierde su forma humana, finalmente se vuelve mentalmente insensible y se transforma en una serpiente de gran tamaño, mientras sisea repetidamente "¡Yo fui una vez un hombre!". Durante el asalto de Joe a Cobra-La, se le ve por última vez acercándose al rescate del Tte. Falcon durante la batalla final y frustra el ataque de Serpentor, lo que permite a G.I. Joe derrotar a Cobra-La y salvar el mundo.
Se planeó una tercera temporada después de los eventos de la película. En la historia de la temporada 3, Coil se convertiría en una organización criminal dirigida por Tomax y Xamot y serviría como el nuevo enemigo de los Joe. Durante la primera mitad de la temporada, el Comandante Cobra sería un personaje secreto que cambiaría las alianzas entre GI Joe y Coil, para destruirlos a ambos y reconstruir Cobra, y en la segunda mitad, revelarse en forma mutada. La temporada nunca se produjo, ya que la serie Sunbow fue cancelada abruptamente por Hasbro.

### DiC series
Después de la película, como se ve en la secuela de la serie G.I. Joe: A Real American Hero, el Comandante Cobra todavía está en su forma de serpiente y Serpentor lo mantiene como mascota. Sin embargo, la Baronesa lo restaura en parte a una forma semihumana, a través de la exposición a una antigua energía primordial llamada Dragonfire, que es el punto focal de los primeros cinco episodios de la nueva serie. La forma básica de su cuerpo es humanoide, su piel y rasgos son de reptil y conserva el gusto por las moscas que atrapa con su lengua prensil. Su intelecto está completamente restaurado, y al equiparlo con su armadura de batalla, el Comandante Cobra una vez más parece ser un humanoide masculino. Recupera el control de Cobra, e incluso despacha a Serpentor, usando la nueva energía Dragonfire encontrada para convertirlo temporalmente en una iguana de gran tamaño. Los orígenes inhumanos del Comandante Cobra nunca se vuelven a mencionar, y nunca se muestra que tenga rasgos de reptil nuevamente. En la temporada 2, vuelve a usar su máscara de tela original y sus ojos y piel parecen completamente humanos.
Chris Latta volvió a dar voz al Comandante Cobra durante la serie DiC, acreditado en ambas temporadas como Christopher Collins.

### Transformers
El Comandante Cobra apareció en la tercera temporada del episodio de Transformers "Only Human". Ambientada en el entonces futuro año 2006, un traficante de armas clandestino con gabardina que se hace llamar "Old Snake" es abordado por el señor del crimen Victor Drath, quien desea comprar tecnología sintoide (como se ve en algunos episodios de la serie animada G.I. Joe). Old Snake transfiere las mentes de Rodimus Prime, Ultra Magnus, Arcee y Springer a cuerpos sintoides, dejando sus caparazones robóticos para que Drath los use en actividades delictivas.
Aunque nunca se dice explícitamente que "Old Snake" es en realidad un Comandante Cobra anciano, Chris Latta vuelve a proporcionar su voz áspera, usa la máscara plateada distintiva del personaje y tiene rastros visibles de su uniforme azul debajo de su gabardina. Se le identifica en el diálogo como el exlíder de una organización terrorista que desarrolló tecnología sintoidea. Al final del episodio, Drath y sus hombres son arrestados, y Old Snake, al poder evadir a las autoridades, se lamenta de que los terroristas ya no sean lo que alguna vez fueron. Levanta los puños hacia el cielo y comienza a dar el grito de guerra de Cobra, pero estalla prematuramente en una tos seca.
Esta versión del Comandante Cobra se conmemoró con el juguete "Snake" sin licencia producido por Headrobots, limitado a 300 piezas, y oficialmente en 2015 como parte de la línea G.I. Joe y los Transformers lanzada por Hasbro a través del Transformers Collectors' Club. De acuerdo con el perfil incluido con la última figura, Old Snake siguió experimentando con la tecnología Transformer, y después de un experimento fallido denominado Serpent O.R., revivió el programa Battle Android Trooper, creando el Advanced Stealth B.A.T., capaz de transformarse en un vehículo aéreo no tripulado.

### Sgt. Savage and the Screaming Eagles
El Comandante Cobra aparece brevemente en el episodio piloto de Sgt. Savage and his Screaming Eagles, teniendo una videoconferencia con el General Blitz sobre la relación entre Cobra y el I.R.O.N. Army de Blitz. Lleva el uniforme de su figura de acción de 1992 y Scott McNeil le da voz en esta aparición. El General Blitz se refiere a los vínculos entre los dos grupos y afirma que ayudó a crear Cobra. Luego amenaza con destruir a Cobra si el Comandante Cobra interfiere con la misión de Blitz, pero el comandante no parece intimidado.

### Spy Troops y Valor vs. Venom
El Comandante Cobra apareció en las películas animadas CGI directas a video G.I. Joe: Spy Troops y G.I. Joe: Valor vs. Venom, con la voz de Michael Dobson.

### G.I. Joe: Resolute
En la miniserie, el Comandante Cobra es retratado en una encarnación más oscura que la de Sigma 6, revelando que los atributos de cobardía e histeria han sido solo una máscara para eliminar a los traidores y demás entre su organización, así como para motivar a sus seguidores a pensar por sí mismos. Ejecuta un plan para lograr el dominio mundial a través del Programa de Investigación Auroral Activa de Alta Frecuencia con un prototipo de arma de haz de partículas para mantener al mundo como rehén. Se le presenta como absolutamente despiadado, destruyendo casualmente todo Moscú solo para demostrar el poder del rayo a las Naciones Unidas y matando a cualquiera en su organización que muestre incompetencia o amenace su mando, como Sebastian Bludd. En el transcurso de la historia, el Comandante se vuelve más trastornado a medida que su plan se desmorona y sus subordinados son asesinados/capturados, eligiendo atacar ciudades al azar en lugar de esperar a que las Naciones Unidas respondan a sus demandas. Ordenando a sus tropas que defiendan la base de Springfield donde se ha escondido, el Comandante Cobra masacra a su equipo de control en busca de la superarma de partículas y se refugia en un búnker cuando Duke llega para desactivar el arma, ahora dirigida a la capital de EE. UU. Mientras se regodea de su victoria, Duke recalibra el arma para disparar a Springfield, y el Comandante Cobra trata desesperadamente de escapar del búnker casi indestructible que Duke había forzado a cerrar cuando Springfield fue diezmado. A pesar de esto, se descubrió que el Comandante Cobra no estaba en dicho búnker cuando Duke regresó al sitio. El Comandante Cobra fue expresado por Charlie Adler.

### G.I. Joe: Renegades
En la serie G.I. Joe: Renegades, el Comandante Cobra es reinterpretado como un hombre de negocios corporativo conocido como Adam DeCobray, Director ejecutivo de Industrias Cobra, un conglomerado multinacional legítimo. que sirve como fachada para su organización terrorista, también se revela que Adam DeCobray no es su nombre real. Es egoísta, pero en ninguna parte tan arrogante y pomposo en sus discursos promocionales como algunas de sus otras encarnaciones. El Comandante Cobra, que sufre una condición terminal que lo desfigura y lo obliga a usar una máscara de respiración completa cubierta por una envoltura protectora de plástico, se ve obligado a aparecer ante el público como una simulación virtual de aspecto normal en pantallas de video y solo unos pocos, como la Baronesa, conocen su verdadera apariencia. Solo el Doctor Mindbender conoce toda la verdad de su condición, ya que el Comandante Cobra financia la investigación del científico con la esperanza de lograr la inmortalidad. Charlie Adler repite el papel del Comandante Cobra para esta serie.
Si bien es más despiadado y menos incompetente que sus versiones anteriores, el Comandante Cobra todavía tiene afinidad por planes grandes y costosos, como la construcción de una red de trenes de levitación magnética transcontinental para mover armas y recursos por todo el país, creando ejércitos de soldados Bio-Viper, y más tarde el dispositivo de teletransportación MASS. No participa en el trabajo de campo, realizando la mayoría de sus actividades diarias desde un búnker de alta tecnología ubicado debajo de su mansión.

## Sigma 6
En G.I. Joe: Sigma 6, el perfil del Comandante Cobra ha sido modificado, afirmando que se considera un rey guerrero. Esta interpretación del personaje posee ojos de serpiente y una armadura de batalla completa. Lleva un casco que se asemeja a la cabeza de una serpiente y cubre su rostro con una capucha. El bastón de serpiente que lleva contiene una serie de sistemas de armas ocultos. En la serie animada Sigma 6, el comandante fue expresado por Marc Thompson. Al final de la serie, la mayor parte de Cobra ha sido capturada, pero el Comandante Cobra y Firefly todavía están prófugos.
Las figuras de Sigma 6 fueron fuertemente estilizadas con la ayuda de la compañía de animación japonesa Gonzo. El Comandante Cobra se lanzó en la colección "Comando" en una nueva escala de 8 ", en 2006. Con una armadura y una capa, el Comandante todavía se puso su capucha icónica con un casco de batalla encima. Como figura de acción, el Comandante Cobra tenía una rueda giratoria integrada en su pecho, que registraba el daño de batalla si era golpeado. Se lanzó un repintado de esta figura, sin la función de daño de combate y nuevas armas, en negro y plata. Siguió un segundo repintado más radical en 2007, con la armadura de comandante pintada de plata y un carro aéreo incluido como accesorio.
El Comandante también se lanzó en la línea de 2.5", inicialmente como parte del paquete de 4 figuras "B.A.T. Attack". Se incluyó una segunda versión con el H.I.S.S. Tank.

## Películas de acción en vivo
El Comandante Cobra aparece en la película G.I. Joe: The Rise of Cobra (2009) interpretado por Joseph Gordon-Levitt. Gordon-Levitt usó una máscara y maquillaje protésico debajo. Al ver el arte conceptual del papel que le ofrecían, Gordon-Levitt firmó porque; "Vi los diseños y dibujos de la forma en que interpretaron a mi personaje para esta película, el vestuario, todo el atuendo, y dije: 'Oh, wow. ¿Puedo ser ese tipo? Fantástico. Inscríbeme. Por favor. Gracias.'" Gordon-Levitt describió su interpretación vocal como una mitad que recuerda a la voz de Chris Latta para la caricatura de la década de 1980, pero también la mitad de sus propias ideas, porque sintió que interpretarla por completo sonaría ridículo. La capucha no se usó en la película, debido a la preocupación de que se parecería a la capucha utilizada por el KKK.
Durante la mayor parte de la película, se le conoce como El Doctor, un científico "loco" que trabaja con James McCullen en la investigación de los usos militares de los nanomites. Se revela que él era Rexford G. "Rex" Lewis, el hermano menor de Ana Lewis, y una vez oficial científico militar junto a Duke, su amigo y mentor. Cuando una ubicación enemiga en el este de África es destruida prematuramente por un ataque aéreo, se presume que Rex está muerto. Sin embargo, justo antes de la explosión, Rex fue testigo de la investigación experimental de McCullen sobre nanomites, realizada por el Doctor Mindbender. Sobreviviendo al incidente, con cicatrices y necesitando una máscara especial para respirar, Rex aprende de Mindbender y perfecciona los nanomites. Utiliza a su propia hermana como sujeto de prueba para crear los Neo-Vipers, convirtiéndola en la agente Cobra conocida como la Baronesa. Rex le guarda rencor a Duke por dejarlo morir. Cuando capturan a Duke, Rex se revela a sí mismo, mientras intenta inyectar a Duke con los nanomites, la Baronesa supera su programación y salva a Duke, mientras que Rex escapa con un McCullen gravemente quemado. Rex usa nanomites especialmente fabricadas para curar la cara de McCullen, que también la envuelve en un metal vivo parecido a la plata. Llamándolo "Destro", Rex se pone una nueva máscara de respiración y le dice a McCullen que lo llame Comandante. Aunque lo arrestan y lo colocan en una prisión de alta seguridad a bordo del USS Flagg, el plan maestro del Comandante Cobra solo ha comenzado, con Zartan disfrazado del Presidente de los Estados Unidos.
El Comandante Cobra regresa en G.I. Joe: Retaliation (2013) interpretado por el actor australiano Luke Bracey y con la voz de Robert Baker. El director Jon Chu sugirió en una entrevista de marzo de 2012 que este Comandante Cobra no es el mismo personaje interpretado por Joseph Gordon-Levitt en The Rise of Cobra, pero en mayo de 2012 confirmó que el Comandante Cobra de Retaliation sigue siendo Rex Lewis. Presenta una apariencia alterada de la primera película, más similar a su aspecto con casco de la caricatura G.I. Joe: A Real American Hero.
En la película, el Comandante Cobra ha sido transferido de FLAGG a otra prisión de alta seguridad en Alemania junto con Destro, donde lo alimentan a la fuerza con una droga paralizante mientras flota en una cámara de agua. El es liberado pronto por Storm Shadow y Firefly, pero Destro se queda atrás y Storm Shadow resulta herido cuando se destruye la base. Después de enviar a Storm Shadow al Himalaya para curarse, el Comandante Cobra se retira a su propia base de operaciones, donde se encuentra con Zartan (todavía disfrazado de presidente). Ellos revelan el Proyecto Zeus, una súper arma, que usa bombardeo cinético y tiene como objetivo varias ciudades importantes. El Comandante Cobra demuestra la magnitud del poder del arma frente a los líderes mundiales al destruir Londres. Los Joes pueden detener al Comandante Cobra antes de que libere todo el poder de Zeus, pero el líder terrorista escapa después de la muerte de Zartan y Firefly.
El Comandante Cobra aparecerá en G.I. Joe: Ever Vigilant para un cameo.

## Videojuegos
- El Comandante Cobra es uno de los villanos destacados en el juego de computadora G.I. Joe: A Real American Hero de 1985.[92]
- El Comandante Cobra apareció como el jefe final en el videojuego G.I. Joe de 1991, G.I. Joe: The Atlantis Factor para Nintendo Entertainment System de 1992 y el juego arcade G.I. Joe de Konami.
- En el videojuego G.I. Joe: The Rise of Cobra, es el cuarto y último jefe, con quien se lucha hacia el final del acto "Cobra Base". Joseph Gordon-Levitt repite su papel.
- El Comandante Cobra aparece en el videojuego de 2020, G.I. Joe: Operation Blackout.

## Otras obras
La figura del Comandante Cobra aparece brevemente en la novela de ficción 6 Sick Hipsters. En la historia, el personaje Paul Achting pasó cuatro años recolectando figuras de G.I. Joe para crear una escena de batalla entre Joes y Cobra. Mientras imaginaba los personajes en su cabeza, observó el "núcleo del Comando Cobra" encima de un baúl de juguetes de roble, muy por encima de la gruesa alfombra de pelo largo, y "el Comandante Cobra encapuchado, que parecía un miembro del clan azul, estaba cargando su pistola láser negra" y hablando de cosas triviales con Destro".
El Comandante Cobra aparece brevemente en el webcómic Casey and Andy por Andy Weir, en el que su nueva máscara se entrega por error al Doctor X y viceversa.
Las empresas comerciales del comandante y los problemas de identidad se analizan en el libro de no ficción Powerplay.
Sus trabajos con bases secretas se analizan en el libro de bolsillo Saturday Morning Fever.
Su trasfondo general se examina en la no ficción The End of Victory Culture.
Los méritos de Destro versus el Comandante Cobra son discutidos por soldados iraquíes en la autobiografía del veterano Matt Gallagher.